# توماس روگن
توماس روگن (انگلیسی: Thomas Rogne؛ زادهٔ ۲۹ ژوئن ۱۹۹۰) بازیکن فوتبال اهل نروژ است.
از باشگاه‌هایی که در آن بازی کرده‌است می‌توان به باشگاه فوتبال ویگان اتلتیک، باشگاه فوتبال سلتیک، و باشگاه فوتبال گوتبورگ اشاره کرد.